# Ixora zollingeriana
Ixora zollingeriana är en måreväxtart som beskrevs av Cornelis Eliza Bertus Bremekamp. Ixora zollingeriana ingår i släktet Ixora och familjen måreväxter. Inga underarter finns listade i Catalogue of Life.